# Dua Lipa (album)
Dua Lipa là album phòng thu đầu tay mang chính tên của ca sĩ người Anh và Albania Dua Lipa, phát hành ngày 2 tháng 6 năm 2017 bởi Warner Records. Lipa bắt đầu sự nghiệp người mẫu năm 16 tuổi và đăng tải nhiều bản hát lại trên mạng xã hội để tìm kiếm cơ hội ký hợp đồng thu âm, trước khi cô thu hút sự chú ý của Warner Records và đầu quân cho hãng đĩa vào năm 2014. Nữ ca sĩ bắt đầu giới thiệu bản thân với công chúng bằng việc phát hành những đĩa đơn riêng lẻ trong hai năm 2015 và 2016, đồng thời góp giọng trong một số tác phẩm của những nghệ sĩ khác, như "No Lie" của Sean Paul và "Scared to Be Lonely" với Martin Garrix. Đây là một bản thu âm dance-pop, electropop và R&B kết hợp với những âm hưởng từ disco, hip hop và tropical house, trong đó nội dung ca từ của đĩa nhạc đề cập đến những chủ đề về trao quyền cho phụ nữ, những  mối quan hệ, đau khổ, tình yêu và mất mát, tất cả đều lấy cảm hứng từ nỗi buồn. Lipa hợp tác với một loạt nhà sản xuất khác nhau, bao gồm Ian Kirkpatrick,  Stephen "Koz" Kozmeniuk, James Flannigan, Greg Wells và Jon Levine. Ngoài ra, Dua Lipa còn có sự tham gia góp giọng của Miguel và Chris Martin.
Sau khi phát hành, Dua Lipa nhận được những phản ứng tích cực từ các nhà phê bình âm nhạc, trong đó họ đánh giá cao chất giọng nội lực của Lipa, nội dung lời bài hát và khâu sản xuất đĩa nhạc, đồng thời lọt vào danh sách những album xuất sắc nhất năm 2017 của một số ấn phẩm và tổ chức âm nhạc, bao gồm Billboard và Rolling Stone. Ngoài ra, album còn nhận được đề cử tại giải Brit năm 2018 cho Album Anh quốc của năm và giúp nữ ca sĩ chiến thắng giải Grammy ở hạng mục Nghệ sĩ mới xuất sắc nhất tại lễ trao giải thường niên lần thứ 61. Mặc dù được phát hành vào năm 2017, Dua Lipa bắt đầu trở nên phổ biến và gặt hái những thành công về mặt thương mại vào năm 2018 khi vươn đến top 10 tại nhiều quốc gia, bao gồm Úc, Đan Mạch, Hà Lan, Ireland, New Zealand, Na Uy, Ba Lan, Thụy Điển và Vương quốc Anh. Album ra mắt ở vị trí thứ 86 trên bảng xếp hạng Billboard 200 tại Hoa Kỳ và sau đó vươn đến vị trí thứ 27, trở thành đĩa nhạc đầu tiên trong sự nghiệp của Lipa vươn đến top 40 tại đây. Tính đến nay, Dua Lipa là một trong những album của nghệ sĩ nữ được phát trực tuyến nhiều nhất trên Spotify, và đã bán được hơn sáu triệu bản trên toàn cầu.
Tám đĩa đơn đã được phát hành từ Dua Lipa, bao gồm những đĩa đơn lọt vào top 10 tại Vương quốc Anh "Be the One" và "IDGAF", trong khi "New Rules" trở thành đĩa đơn đột phá của Lipa trên thị trường quốc tế khi vươn đến top 10 ở hơn 25 quốc gia và đạt vị trí thứ sáu trên bảng xếp hạng Billboard Hot 100 tại Hoa Kỳ. Những đĩa đơn còn lại như "New Love", "Last Dance", "Blow Your Mind (Mwah)" và "Lost in Your Light" đều đạt được những thành công tương đối ở một số thị trường nổi bật. Để quảng bá album, nữ ca sĩ trình diễn trên nhiều chương trình truyền hình và lễ trao giải lớn, như The Ellen DeGeneres Show, Jimmy Kimmel Live!, Saturday Night Live, The Tonight Show Starring Jimmy Fallon, giải thưởng Âm nhạc Billboard năm 2018 và giải Brit năm 2018, đồng thời thực hiện chuyến lưu diễn The Self-Titled Tour (2017-18) với 110 đêm diễn và đi qua bốn châu lục. Tháng 10 năm 2018, Dua Lipa được tái phát hành với phiên bản Complete Edition gồm tám bản nhạc mới, bao gồm đĩa đơn bán chạy nhất năm 2018 tại Vương quốc Anh "One Kiss" (với Calvin Harris), đĩa đơn thắng giải Grammy "Electricity" (với Silk City) và "Kiss and Make Up" (với Blackpink).

## Danh sách bài hát
| Dua Lipa – Phiên bản tiêu chuẩn | Dua Lipa – Phiên bản tiêu chuẩn           | Dua Lipa – Phiên bản tiêu chuẩn                              | Dua Lipa – Phiên bản tiêu chuẩn              | Dua Lipa – Phiên bản tiêu chuẩn |
| STT                             | Nhan đề                                   | Sáng tác                                                     | Sản xuất                                     | Thời lượng                      |
| ------------------------------- | ----------------------------------------- | ------------------------------------------------------------ | -------------------------------------------- | ------------------------------- |
| 1.                              | "Genesis"                                 | Dua Lipa Andreas Schuller Sarah Hudson Coffee                | Axident Big Taste [a] Lorna Blackwood [b]    | 3:25                            |
| 2.                              | "Lost in Your Light" (hợp tác với Miguel) | Lipa Miguel Rick Nowels                                      | Miguel Stephen "Koz" Kozmeniuk Blackwood [c] | 3:23                            |
| 3.                              | "Hotter than Hell"                        | Lipa Adam Midgley Tommy Baxter Gerard O'Connell              | Kozmeniuk Jay Reynolds [a] Tom Neville [c]   | 3:07                            |
| 4.                              | "Be the One"                              | Lucy Taylor Digital Farm Animals Jack Tarrant                | Digital Farm Animals Tarrant [c]             | 3:22                            |
| 5.                              | "IDGAF"                                   | Lipa MNEK Larzz Principato Skyler Stonestreet Whiskey Waters | Kozmeniuk Principato [d] Blackwood [c]       | 3:37                            |
| 6.                              | "Blow Your Mind (Mwah)"                   | Lipa Jon Levine Lauren Christy                               | Levine                                       | 2:58                            |
| 7.                              | "Garden"                                  | Lipa Greg Wells Sean Douglas                                 | Wells Kozmeniuk                              | 3:47                            |
| 8.                              | "No Goodbyes"                             | Lipa Dan Traynor Lindy Robbins Ilsey Juber                   | Kozmeniuk Grades [d]                         | 3:36                            |
| 9.                              | "Thinking 'Bout You"                      | Lipa Adam Argyle                                             | Kozmeniuk                                    | 2:51                            |
| 10.                             | "New Rules"                               | Caroline Ailin Emily Warren Ian Kirkpatrick                  | Kirkpatrick                                  | 3:29                            |
| 11.                             | "Begging"                                 | Lipa Cara Salimando James Flannigan Gabriel Simon            | Flannigan Kozmeniuk [a] Suzy Shinn [b]       | 3:14                            |
| 12.                             | "Homesick"                                | Lipa Chris Martin                                            | Bill Rahko                                   | 3:50                            |
| Tổng thời lượng:                | Tổng thời lượng:                          | Tổng thời lượng:                                             | Tổng thời lượng:                             | 37:03                           |

| Dua Lipa – Phiên bản đặc biệt tại Ý (bản nhạc bổ sung) | Dua Lipa – Phiên bản đặc biệt tại Ý (bản nhạc bổ sung) | Dua Lipa – Phiên bản đặc biệt tại Ý (bản nhạc bổ sung) | Dua Lipa – Phiên bản đặc biệt tại Ý (bản nhạc bổ sung) | Dua Lipa – Phiên bản đặc biệt tại Ý (bản nhạc bổ sung) |
| STT                                                    | Nhan đề                                                | Sáng tác                                               | Sản xuất                                               | Thời lượng                                             |
| ------------------------------------------------------ | ------------------------------------------------------ | ------------------------------------------------------ | ------------------------------------------------------ | ------------------------------------------------------ |
| 13.                                                    | "Bang Bang"                                            | Sonny Bono                                             | Kozmeniuk                                              | 2:17                                                   |
| Tổng thời lượng:                                       | Tổng thời lượng:                                       | Tổng thời lượng:                                       | Tổng thời lượng:                                       | 39:20                                                  |

| Dua Lipa – Phiên bản cao cấp / Dua Lipa: Complete Edition – Đĩa 1 | Dua Lipa – Phiên bản cao cấp / Dua Lipa: Complete Edition – Đĩa 1 | Dua Lipa – Phiên bản cao cấp / Dua Lipa: Complete Edition – Đĩa 1 | Dua Lipa – Phiên bản cao cấp / Dua Lipa: Complete Edition – Đĩa 1 | Dua Lipa – Phiên bản cao cấp / Dua Lipa: Complete Edition – Đĩa 1 |
| STT                                                               | Nhan đề                                                           | Sáng tác                                                          | Sản xuất                                                          | Thời lượng                                                        |
| ----------------------------------------------------------------- | ----------------------------------------------------------------- | ----------------------------------------------------------------- | ----------------------------------------------------------------- | ----------------------------------------------------------------- |
| 13.                                                               | "Dreams"                                                          | Lipa Neville Chelcee Grimes                                       | Ten Ven                                                           | 3:40                                                              |
| 14.                                                               | "Room for 2"                                                      | Lipa Neville Autumn Rowe                                          | Ten Ven                                                           | 3:28                                                              |
| 15.                                                               | "New Love"                                                        | Lipa Emile Haynie Andrew Wyatt                                    | Haynie Wyatt                                                      | 4:31                                                              |
| 16.                                                               | "Bad Together"                                                    | Lipa Grimes Tom Barnes Ben Kohn Peter Kelleher                    | TMS                                                               | 3:58                                                              |
| 17.                                                               | "Last Dance"                                                      | Lipa Kozmeniuk Talay Riley                                        | Kozmeniuk                                                         | 3:48                                                              |
| Tổng thời lượng:                                                  | Tổng thời lượng:                                                  | Tổng thời lượng:                                                  | Tổng thời lượng:                                                  | 60:08                                                             |

| Dua Lipa – Phiên bản tại Nhật Bản (bản nhạc bổ sung) | Dua Lipa – Phiên bản tại Nhật Bản (bản nhạc bổ sung) | Dua Lipa – Phiên bản tại Nhật Bản (bản nhạc bổ sung) | Dua Lipa – Phiên bản tại Nhật Bản (bản nhạc bổ sung) | Dua Lipa – Phiên bản tại Nhật Bản (bản nhạc bổ sung) |
| STT                                                  | Nhan đề                                              | Sáng tác                                             | Sản xuất                                             | Thời lượng                                           |
| ---------------------------------------------------- | ---------------------------------------------------- | ---------------------------------------------------- | ---------------------------------------------------- | ---------------------------------------------------- |
| 18.                                                  | "Hotter than Hell" (Miike Snow remix)                | Lipa Midgley Baxter O'Connell                        | Kozmeniuk Reynolds [a] Neville [c]                   | 4:12                                                 |
| 19.                                                  | "For Julian"                                         | Lipa Eg White                                        | White                                                | 3:36                                                 |
| Tổng thời lượng:                                     | Tổng thời lượng:                                     | Tổng thời lượng:                                     | Tổng thời lượng:                                     | 67:56                                                |

| Dua Lipa – Phiên bản đặc biệt tại Nhật Bản (bản nhạc bổ sung) / Dua Lipa: Complete Edition – Phiên bản tại Nhật Bản – Đĩa 1 (bản nhạc bổ sung) | Dua Lipa – Phiên bản đặc biệt tại Nhật Bản (bản nhạc bổ sung) / Dua Lipa: Complete Edition – Phiên bản tại Nhật Bản – Đĩa 1 (bản nhạc bổ sung) | Dua Lipa – Phiên bản đặc biệt tại Nhật Bản (bản nhạc bổ sung) / Dua Lipa: Complete Edition – Phiên bản tại Nhật Bản – Đĩa 1 (bản nhạc bổ sung) | Dua Lipa – Phiên bản đặc biệt tại Nhật Bản (bản nhạc bổ sung) / Dua Lipa: Complete Edition – Phiên bản tại Nhật Bản – Đĩa 1 (bản nhạc bổ sung) | Dua Lipa – Phiên bản đặc biệt tại Nhật Bản (bản nhạc bổ sung) / Dua Lipa: Complete Edition – Phiên bản tại Nhật Bản – Đĩa 1 (bản nhạc bổ sung) |
| STT | Nhan đề | Sáng tác | Sản xuất | Thời lượng |
| --- | --- | --- | --- | --- |
| 20. | "New Rules" (Initial Talk remix) | Ailin Warren Kirkpatrick | Kirkpatrick | 3:44 |
| 21. | "IDGAF" (Initial Talk remix) | Lipa MNEK Principato Stonestreet Waters | Kozmeniuk Principato [d] Blackwood [c] | 3:27 |
| 22. | "IDGAF" (Hazers remix) | Lipa MNEK Principato Stonestreet Waters | Kozmeniuk Principato [d] Blackwood [c] | 4:00 |
| Tổng thời lượng: | Tổng thời lượng: | Tổng thời lượng: | Tổng thời lượng: | 79:07 |

| Dua Lipa: Complete Edition – Đĩa 2 | Dua Lipa: Complete Edition – Đĩa 2        | Dua Lipa: Complete Edition – Đĩa 2 | Dua Lipa: Complete Edition – Đĩa 2                                                    | Dua Lipa: Complete Edition – Đĩa 2 |
| STT                                | Nhan đề                                   | Sáng tác | Sản xuất                                                                              | Thời lượng                         |
| ---------------------------------- | ----------------------------------------- | --- | ------------------------------------------------------------------------------------- | ---------------------------------- |
| 1.                                 | "Want To"                                 | Lipa Amish Dilipkumar Patel Andrew Jackson                                                                                                  | ADP Kozmeniuk                                                                         | 3:31                               |
| 2.                                 | "Running"                                 | Lipa Wyatt | Kozmeniuk                                                                             | 3:41                               |
| 3.                                 | "Kiss and Make Up" (với Blackpink)        | Lipa Grimes Yannick Rastogi Zacharie Raymond Mathieu Jomphe-Lepine Marc Vincent Teddy Park                                                  | Banx & Ranx                                                                           | 3:09                               |
| 4.                                 | "One Kiss" (với Calvin Harris)            | Adam Wiles Jessie Reyez Lipa | Harris                                                                                | 3:34                               |
| 5.                                 | "Electricity" (với Silk City)             | Mark Ronson Thomas Wesley Pentz Diana Gordon Romy Madley Croft Lipa Philip Meckseper Jacob Olofsson Rami Dawod Maxime Picard Clément Picard | Silk City The Picard Brothers [a] Jarami [a] Riton [a] Alex Metric [a] Jr Blender [a] | 3:58                               |
| 6.                                 | "Scared to Be Lonely" (với Martin Garrix) | Martijn Garritsen Georgia Ku Nathaniel Campany Kyle Shearer Giorgio Tuinfort                                                                | Garrix Valley Girl Tuinfort Blackwood                                                 | 3:40                               |
| 7.                                 | "No Lie" (với Sean Paul)                  | Jackson Warren Jamie "Sermstyle" Sanderson Philip "Pip" Kembo Sean Paul Henriques                                                           | Sermstyle Pip Kembo [d]                                                               | 3:41                               |
| 8.                                 | "New Rules" (trực tiếp)                   | Ailin Warren Kirkpatrick | Reynolds Will Bowerman [d]                                                            | 4:35                               |
| Tổng thời lượng:                   | Tổng thời lượng:                          | Tổng thời lượng: | Tổng thời lượng:                                                                      | 29:53                              |

Ghi chú
- ^[a]  nghĩa là sản xuất bổ sung
- ^[b]  nghĩa là sản xuất giọng hát bổ sung
- ^[c]  nghĩa là sản xuất giọng hát
- ^[d]  nghĩa là đồng sản xuất
- "Homesick" có thêm phần hát của Chris Martin.

## Xếp hạng
| Bảng xếp hạng (2017–2020)                | Vị trí cao nhất |
| ---------------------------------------- | --------------- |
| Album Úc (ARIA)                          | 8               |
| Album Áo (Ö3 Austria)                    | 36              |
| Album Bỉ (Ultratop Vlaanderen)           | 6               |
| Album Bỉ (Ultratop Wallonie)             | 19              |
| Album Canada (Billboard)                 | 14              |
| Album Croatia Quốc tế (HDU)              | 4               |
| Album Cộng hòa Séc (ČNS IFPI)            | 5               |
| Album Đan Mạch (Hitlisten)               | 5               |
| Album Hà Lan (Album Top 100)             | 6               |
| Album Estonia (Eesti Tipp-40)            | 6               |
| Album Phần Lan (Suomen virallinen lista) | 11              |
| Album Pháp (SNEP)                        | 59              |
| Album Đức (Offizielle Top 100)           | 22              |
| Album Hy Lạp (IFPI)                      | 6               |
| Album Hungaria (MAHASZ)                  | 12              |
| Album Ireland (IRMA)                     | 3               |
| Album Ý (FIMI)                           | 29              |
| Album Nhật Bản (Oricon)                  | 139             |
| Album Latvia (LaIPA)                     | 15              |
| Album Mexico (AMPROFON)                  | 20              |
| Album New Zealand (RMNZ)                 | 7               |
| Album Na Uy (VG-lista)                   | 8               |
| Album Ba Lan (ZPAV)                      | 8               |
| Album Bồ Đào Nha (AFP)                   | 15              |
| Album Scotland (OCC)                     | 3               |
| Album Slovakia (ČNS IFPI)                | 4               |
| Album Hàn Quốc (Circle)                  | 93              |
| Album Hàn Quốc Quốc tế (Circle)          | 12              |
| Album Tây Ban Nha (PROMUSICAE)           | 11              |
| Album Thụy Điển (Sverigetopplistan)      | 8               |
| Album Thụy Sĩ (Schweizer Hitparade)      | 11              |
| Album Anh Quốc (OCC)                     | 3               |
| Album Hoa Kỳ Billboard 200               | 27              |

| Bảng xếp hạng (2017)         | Vị trí |
| ---------------------------- | ------ |
| Album Bỉ (Ultratop Flanders) | 65     |
| Album Đan Mạch (Hitlisten)   | 63     |
| Album Hà Lan (Album Top 100) | 68     |
| Album Na Uy (VG-lista)       | 93     |
| Album Anh Quốc (OCC)         | 42     |

| Bảng xếp hạng (2018)                | Vị trí |
| ----------------------------------- | ------ |
| Album Úc (ARIA)                     | 46     |
| Album Bỉ (Ultratop Flanders)        | 8      |
| Album Bỉ (Ultratop Wallonia)        | 139    |
| Album Canada (Billboard)            | 24     |
| Album Đan Mạch (Hitlisten)          | 15     |
| Album Hà Lan (Album Top 100)        | 12     |
| Album Estonia (Eesti Tipp-40)       | 15     |
| Album Pháp (SNEP)                   | 140    |
| Album Hungaria (MAHASZ)             | 56     |
| Album Iceland (Tónlistinn)          | 60     |
| Album Ireland (IRMA)                | 9      |
| Album Ý (FIMI)                      | 75     |
| Album Mexico (AMPROFON)             | 43     |
| Album New Zealand (RMNZ)            | 31     |
| Album Bồ Đào Nha (AFP)              | 91     |
| Album Tây Ban Nha (PROMUSICAE)      | 68     |
| Album Thụy Điển (Sverigetopplistan) | 26     |
| Album Anh Quốc (OCC)                | 9      |
| Hoa Kỳ Billboard 200                | 53     |
| Bảng xếp hạng (2019)                | Vị trí |
| Album Úc (ARIA)                     | 22     |
| Album Bỉ (Ultratop Flanders)        | 49     |
| Album Hà Lan (Album Top 100)        | 45     |
| Album Ireland (IRMA)                | 16     |
| Album New Zealand (RMNZ)            | 42     |
| Album Anh Quốc (OCC)                | 19     |
| Bảng xếp hạng (2020)                | Vị trí |
| Album Úc (ARIA)                     | 32     |
| Album Bỉ (Ultratop Flanders)        | 80     |
| Album Ireland (IRMA)                | 22     |
| Album Anh Quốc (OCC)                | 25     |
| Bảng xếp hạng (2021)                | Vị trí |
| Album Úc (ARIA)                     | 39     |
| Album Bỉ (Ultratop Flanders)        | 147    |
| Album Ireland (IRMA)                | 31     |
| Album Anh Quốc (OCC)                | 37     |
| Bảng xếp hạng (2022)                | Vị trí |
| Album Úc (ARIA)                     | 41     |
| Album Bỉ (Ultratop Flanders)        | 166    |
| Album Anh Quốc (OCC)                | 47     |
| Bảng xếp hạng (2023)                | Vị trí |
| Album Úc (ARIA)                     | 66     |
| Album Bỉ (Ultratop Flanders)        | 199    |
| Album Anh Quốc (OCC)                | 68     |
| Bảng xếp hạng (2024)                | Vị trí |
| Album Úc (ARIA)                     | 69     |
| Album Bỉ (Ultratop Flanders)        | 179    |
| Album Anh Quốc (OCC)                | 64     |

| Bảng xếp hạng (2010–2019)    | Vị trí |
| ---------------------------- | ------ |
| Album Hà Lan (Album Top 100) | 44     |

## Chứng nhận
| Quốc gia                                                                                              | Chứng nhận  | Số đơn vị/doanh số chứng nhận |
| --- | ----------- | ----------------------------- |
| Úc (ARIA)                                                                                             | Bạch kim    | 70.000‡                       |
| Áo (IFPI Áo)                                                                                          | Bạch kim    | 15.000‡                       |
| Bỉ (BEA)                                                                                              | Bạch kim    | 30.000‡                       |
| Brasil (Pro-Música Brasil)                                                                            | 3× Bạch kim | 120.000‡                      |
| Canada (Music Canada)                                                                                 | 5× Bạch kim | 400.000‡                      |
| Đan Mạch (IFPI Đan Mạch)                                                                              | 2× Bạch kim | 40.000‡                       |
| Pháp (SNEP)                                                                                           | 2× Bạch kim | 200.000‡                      |
| Đức (BVMI)                                                                                            | Vàng        | 100.000‡                      |
| Ireland (IRMA)                                                                                        | Bạch kim    | 15.000^                       |
| Ý (FIMI)                                                                                              | 2× Bạch kim | 100.000‡                      |
| Hà Lan (NVPI)                                                                                         | Bạch kim    | 50.000‡                       |
| New Zealand (RMNZ)                                                                                    | 4× Bạch kim | 60.000‡                       |
| Na Uy (IFPI)                                                                                          | 4× Bạch kim | 80.000*                       |
| Ba Lan (ZPAV)                                                                                         | Vàng        | 10.000‡                       |
| Singapore (RIAS)                                                                                      | 2× Bạch kim | 20.000*                       |
| Thụy Điển (GLF)                                                                                       | Vàng        | 20.000‡                       |
| Anh Quốc (BPI)                                                                                        | 3× Bạch kim | 1,055,633                     |
| Hoa Kỳ (RIAA)                                                                                         | Bạch kim    | 1.000.000‡                    |
| Tổng hợp                                                                                              |             |                               |
| Toàn cầu                                                                                              | —           | 6,000,000                     |
| ^ Chứng nhận dựa theo doanh số nhập hàng. ‡ Chứng nhận dựa theo doanh số tiêu thụ và phát trực tuyến. |             |                               |

## Lịch sử phát hành
| Khu vực  | Ngày              | Định dạng                   | Phiên bản           | Hãng đĩa | Ct      |
| -------- | ----------------- | --------------------------- | ------------------- | -------- | ------- |
| Nhiều    | 2 tháng 6, 2017   | CD tải nhạc số LP streaming | Tiêu chuẩn          | Warner   | [ 101 ] |
| Nhiều    | 2 tháng 6, 2017   | CD tải nhạc số streaming    | Cao cấp             | Warner   | [ 101 ] |
| Nhật Bản | 2 tháng 6, 2017   | CD                          | Nhật Bản Tiêu chuẩn | Warner   | [ 102 ] |
| Ý        | 20 tháng 10, 2017 | CD                          | Đặc biệt            | Warner   | [ 103 ] |
| Nhật Bản | 25 tháng 4, 2018  | CD                          | Nhật Bản Đặc biệt   | Warner   | [ 104 ] |
| Nhiều    | 19 tháng 10, 2018 | CD tải nhạc số LP streaming | Complete            | Warner   | [ 105 ] |
| Nhật Bản | 19 tháng 10, 2018 | CD                          | Nhật Bản Complete   | Warner   | [ 106 ] |